# Liste der Anime-Titel/F

## F
| Name | Alternative Namen | Veröffentlichungsjahr | Studio(s)                                  |
| --- | --- | --------------------- | ------------------------------------------ |
| F (31 Folgen)                                                                                              | F=エフ | 1988 als Fernsehserie | Studio Deen                                |
| F-Zero Falcon Densetsu (51 Folgen)                                                                         | F-ZERO ファルコン伝説, F-Zero: The Legend of Falcon                                                                                             | 2003 als Fernsehserie | Ashi Productions                           |
| Fabre Sensei wa Meitantei (26 Folgen)                                                                      | ファーブル先生は名探偵, Inspector Fabre | 2000 als Fernsehserie | E&G Films                                  |
| Fairy Forest Remi-chan (eine Folge)                                                                        | フェアリーフォレスト レミちゃん, Fairy in the Forest                                                                                            | 2001 als OVA          | Obtain Future                              |
| Fairy Tail (175 Folgen)                                                                                    | FAIRY TAIL | 2009 als Fernsehserie | A-1 Pictures, Satelight                    |
| ↳ Fairy Tail – Yōkoso Fairy Hills!! (eine Folge)                                                           | FAIRY TAIL 〜ようこそ フェアリーヒルズ!!〜, Fairy Tail – Yōkoso Fearī Hiruzu!!                                                                  | 2011 als OVA          |                                            |
| ↳ Fairy Tail: Hōō no Miko                                                                                  | FAIRY TAIL 鳳凰の巫女 | 2012 als Film         | A-1 Pictures                               |
| ↳ Fairy Tail: Hajimari no Asa (eine Folge)                                                                 | はじまりの朝, Fairy Tail the Movie: Prologue – The First Morning                                                                                | 2013 als OVA          | A-1 Pictures                               |
| ↳ Fairy Tail (102 Folgen)                                                                                  | FAIRY TAIL | 2014 als Fernsehserie | A-1 Pictures, Bridge                       |
| ↳ Fairy Tail: Dragon Cry                                                                                   | 劇場版フェアリーテイル –DRAGON CRY– | 2017 als Film         | A-1 Pictures                               |
| ↳ Fairy Tail (? Folgen)                                                                                    | FAIRY TAIL | 2018 als Fernsehserie | A-1 Pictures, CloverWorks, Bridge          |
| ↳ Fairy Tail Zero (12 Folgen)                                                                              | FAIRY TAIL ZERØ | 2016 als Fernsehserie | A-1 Pictures                               |
| Fake (eine Folge)                                                                                          | | 1996 als OVA          | J.C.Staff                                  |
| Ein Fall für Super Pig (51 Folgen)                                                                         | 愛と勇気のピッグガール とんでぶーりん, Ai to Yūki no Pig Girl Tonde Būrin                                                                       | 1994 als Fernsehserie | Nippon Animation                           |
| Familie Nikolaus (23 Folgen)                                                                               | 森のトントたち, Mori no Tonto Tachi, Fairy Tail the Movie: Phoenix Priestess                                                                    | 1984 als Fernsehserie | Nippon Animation                           |
| Familie Robinson (50 Folgen)                                                                               | 家族ロビンソン漂流記 ふしぎな島のフローネ, Kazoku Robinson Hyōryūki: Fushigi na Shima no Furōne, Die Schweizer Familie Robinson                 | 1981 als Fernsehserie | Nippon Animation                           |
| Fantascope ~tylostoma~ (eine Folge)                                                                        | | 2006 als OVA          | Toei Animation                             |
| Fantasia (eine Folge)                                                                                      | ふぁんたじあ, Fantajia | 1993 als OVA          | Tatsunoko Production                       |
| Fantasista Doll (12 Folgen)                                                                                | ファンタジスタドール, Fantashisuta Dōru | 2013 als Fernsehserie | Hoods Entertainment                        |
| Fantasista Stella (3 Folgen)                                                                               | ファンタジスタ ステラ | 2014 als OVA          | Xebec                                      |
| Fantastic Children (26 Folgen)                                                                             | ファンタジックチルドレン | 2004 als Fernsehserie | Nippon Animation                           |
| Fastening Days (2 Folgen)                                                                                  | | 2014 als Web-Anime    | Studio Colorido                            |
| Fastest Finger First (12 Folgen)                                                                           | ナナマル サンバツ, Nana Maru San Batsu | 2017 als Fernsehserie | TMS Entertainment                          |
| Fate/Apocrypha (25 Folgen)                                                                                 | Fate/Apocrypha | 2017 als Fernsehserie | A-1 Pictures                               |
| Fate/Extra: Last Encore (10 Folgen)                                                                        | Fate/EXTRA Last Encore | 2018 als Fernsehserie | Shaft                                      |
| Fate/kaleid liner Prisma Illya (11 Folgen)                                                                 | Fate/kaleid liner プリズマ☆イリヤ, Fate/kaleid liner Purizuma Iriya                                                                             | 2013 als Fernsehserie | Silver Link                                |
| ↳ Fate/kaleid liner Prisma Illya Zwei! (11 Folgen)                                                         | Fate/kaleid liner プリズマ☆イリヤ ツヴァイ!, Fate/kaleid liner Purizuma Iriya Tsuvai!, Fate/kaleid liner Prisma Illya 2wei!                     | 2014 als Fernsehserie | Silver Link                                |
| ↳ Fate/kaleid liner Prisma Illya Zwei Herz! (10 Folgen)                                                    | Fate/kaleid liner プリズマ☆イリヤ ツヴァイ ヘルツ!, Fate/kaleid liner Purizuma Iriya Tsuvai Herutsu!, Fate/kaleid liner Prisma Illya 2wei Herz! | 2015 als Fernsehserie | Silver Link                                |
| ↳ Fate/kaleid liner Prisma Illya Drei!! (12 Folgen)                                                        | Fate/kaleid liner プリズマ☆イリヤ ドライ!!, Fate/kaleid liner Purizuma Iriya Tsuvai Dorai!!, Fate/kaleid liner Prisma Illya 3rei!!              | 2016 als Fernsehserie | Silver Link                                |
| Fate/stay night (24 Folgen)                                                                                | フェイト/ステイナイト | 2005 als Fernsehserie | Studio Deen                                |
| ↳ Gekijōban Fate/stay night: Unlimited Blade Works                                                         | 劇場版 Fate/stay night: Unlimited Blade Works                                                                                                   | 2010 als Film         | Studio Deen                                |
| ↳ Fate/stay night: Unlimited Blade Works (13 Folgen)                                                       | Fate/stay night [Unlimited Blade Works] | 2014 als Fernsehserie | Ufotable                                   |
| ↳ Fate/stay night: Unlimited Blade Works (13 Folgen)                                                       | Fate/stay night [Unlimited Blade Works] | 2015 als Fernsehserie | Ufotable                                   |
| ↳ Fate/Zero (13 Folgen)                                                                                    | Fate/Zero | 2011 als Fernsehserie | Ufotable                                   |
| ↳ Fate/Zero: 2nd Season (12 Folgen)                                                                        | Fate/Zero 2ndシーズン, Fate/Zero 2nd Shīzun | 2012 als Fernsehserie | Ufotable                                   |
| Fault!! (eine Folge)                                                                                       | フォルト!! | 2009 als OVA          | T-Rex                                      |
| Fencer of Minerva (5 Folgen)                                                                               | ミネルバの剣士, Minerva no Kenshi | 1994 als OVA          | J.C.Staff                                  |
| Fesseln des Verrats (24 Folgen)                                                                            | 裏切りは僕の名前を知っている, Uragiri wa Boku no Namae o Shitteiru                                                                              | 2010 als Fernsehserie | J.C.Staff                                  |
| Field ni Soyogu Kaze (eine Folge)                                                                          | フィールドにそよぐ風, The Winds of Victory | 1997 als OVA          | Toei Animation                             |
| Fight Da!! Pyūta (26 Folgen)                                                                               | ファイトだ!!ピュー太, Fight, Pyuta! | 1968 als Fernsehserie | Hōsō Dōga Seisaku                          |
| Fight Ippatsu! Jūden-chan!! (12 Folgen)                                                                    | ファイト一発!充電ちゃん!!, Faito Ippatsu! Jūden-chan!!                                                                                          | 2009 als Fernsehserie | Studio Hibari                              |
| ↳ Fight Ippatsu! Jūden-chan!! Hitō Jūdan Tenkū Onsen (6 Folgen)                                            | ファイト一発! 充電ちゃん!! 秘湯 樹段天空温泉 | 2009 als OVA          | Studio Hibari                              |
| Fight!! (eine Folge)                                                                                       | FIGHT!!, Fight!! Spirit of the Sword | 1993 als OVA          | J.C.Staff                                  |
| Fighting of Ecstasy (2 Folgen)                                                                             | ファイティング オブ エクスタシー | 2011 als OVA          | PinkPineapple                              |
| Figure 17: Tsubasa & Hikaru (13 Folgen)                                                                    | フィギュア17 つばさ&ヒカル, Figure 17 | 2001 als Fernsehserie | Oriental Light and Magic                   |
| Final Approach (13 Folgen)                                                                                 | Φなる・あぷろーち, ふぁいなる・あぷろーち | 2004 als Fernsehserie | Zexcs                                      |
| Final Fantasy (4 Folgen)                                                                                   | ファイナルファンタジー, Final Fantasy – The Legend of the Crystals                                                                              | 1994 als OVA          | Madhouse                                   |
| ↳ Final Fantasy Unlimited (25 Folgen)                                                                      | ファイナルファンタジー：アンリミテッド, Fainaru Fantajī: Anrimiteddo, FF:U                                                                      | 2001 als Fernsehserie | Gonzo                                      |
| ↳ Final Fantasy VII: Advent Children                                                                       | ファイナルファンタジーVII: アドベントチルドレン                                                                                                 | 2005 als Film         | Square Enix, Visual Works                  |
| ↳ Last Order – Final Fantasy VII (eine Folge)                                                              | ラストオーダー -ファイナルファンタジーVII- | 2005 als OVA          | Madhouse                                   |
| Namakura Gatana                                                                                            | なまくら刀, Hanawa Hekonai Meitō no Maki | 1917 als Kurzfilm     |                                            |
| Fireball (13 Folgen)                                                                                       | ファイアボール, Faiabōru | 2008 als Fernsehserie | Walt Disney Television International Japan |
| ↳ Fireball Charming (13 Folgen)                                                                            | ファイアボール チャーミング, Faiabōru Chāmingu                                                                                                  | 2011 als Fernsehserie | Jinni's                                    |
| ↳ Fireball Humorous (3 Folgen)                                                                             | ファイアボール チャーミング, Faiabōru Yūmorasu                                                                                                  | 2017 als Fernsehserie | TMS Jinni's                                |
| Fire Emblem: Monshō no Nazo (2 Folgen)                                                                     | ファイアーエムブレム 紋章の謎, Faiā Emuburemu Monshō no Nazo                                                                                    | 1996 als OVA          | Studio Fantasia                            |
| Firestorm (26 Folgen)                                                                                      | ファイアーストーム | 2003 als Fernsehserie | Madhouse, Transarts                        |
| First Kiss Monogatari (eine Folge)                                                                         | ファーストKiss☆物語, First Kiss Story | 2000 als OVA          |                                            |
| First Love (eine Folge)                                                                                    | ファースト ラブ | 2012 als OVA          | Digital Works                              |
| First Squad – The Moment Of Truth (eine Folge)                                                             | ファースト・スクワッド | 2009 als OVA          | Studio 4°C                                 |
| Five Card (4 Folgen)                                                                                       | ファイブカード | 2000 als OVA          | Five Ways                                  |
| Five Star Monogatari                                                                                       | ファイブスター物語 | 1989 als Film         | Sunrise                                    |
| Flag (13 Folgen)                                                                                           | フラッグ | 2006 als Web-Anime    | Ansa Studio                                |
| Flashback Game (3 Folgen)                                                                                  | フラッシュバックゲーム | 2001 als OVA          | Blue Cat                                   |
| FLCL (6 Folgen)                                                                                            | フリクリ, Furi Kuri, Fooly Cooly | 2000 als OVA          | Gainax                                     |
| ↳ FLCL Alterna                                                                                             | フリクリ オルタナ, Furi Kuri Orutana, FLCL Alternative                                                                                          | 2018 als Film         | Production I.G                             |
| ↳ FLCL Progre                                                                                              | フリクリ プログレ, Furi Kuri Purogure, FLCL Progressive                                                                                         | 2018 als Film         | Production I.G                             |
| Flint Hammerhead (43 Folgen)                                                                               | 時空探偵ゲンシクン, Jikū Tantei Genshi-kun, Flint, The Time Detective                                                                           | 1998 als Fernsehserie | Group TAC                                  |
| Flip Flappers (13 Folgen)                                                                                  | フリップフラッパーズ, Furippu Furappāzu | 2016 als Fernsehserie | Studio 3Hz                                 |
| Floating Material (2 Folgen)                                                                               | フローティングマテリアル | 2011 als OVA          | PoRO                                       |
| Flüstern des Meeres – Ocean Waves                                                                          | 海がきこえる, Umi ga Kikoeru | 1993 als Film         | Studio Ghibli                              |
| Flutter of Birds: Tori-tachi no Habataki (2 Folgen)                                                        | flutter of birds~鳥達の羽ばたき~, Virgin Touch                                                                                                  | 2002 als OVA          | PinkPineapple                              |
| ↳ Flutter of Birds II – Tenshi-tachi no Tsubasa (2 Folgen)                                                 | flutter of birds II 天使たちの翼 | 2003 als OVA          | PinkPineapple                              |
| Flying Witch (12 Folgen)                                                                                   | ふらいんぐうぃっち, Furaingu Witchi | 2016 als Fernsehserie | J.C.Staff                                  |
| Food Wars! Shokugeki no Soma (24 Folgen)                                                                   | 食戟のソーマ, Shokugeki no Sōma | 2015 als Fernsehserie | J.C.Staff                                  |
| ↳ Food Wars! The Second Plate (13 Folgen)                                                                  | 食戟のソーマ 弍ノ皿, Shokugeki no Sōma: Ni no Sara                                                                                              | 2016 als Fernsehserie | J.C.Staff                                  |
| ↳ Food Wars: The Third Plate (12 Folgen)                                                                   | 食戟のソーマ 餐の皿, Shokugeki no Sōma: San no Sara                                                                                             | 2017 als Fernsehserie | J.C.Staff                                  |
| ↳ Food Wars: The Third Plate (12 Folgen)                                                                   | 食戟のソーマ 餐の皿 遠月列車篇, Shokugeki no Sōma: San no Sara                                                                                  | 2018 als Fernsehserie | J.C.Staff                                  |
| Fortune Arterial: Akai Yakusoku (12 Folgen)                                                                | FORTUNE ARTERIAL 赤い約束 | 2010 als Fernsehserie | Zexcs, feel.                               |
| ↳ Fortune Arterial (eine Folge)                                                                            | FORTUNE ARTERIAL | 2011 als OVA          |                                            |
| Fortune Dogs (39 Folgen)                                                                                   | ふぉうちゅんドッグす | 2002 als Fernsehserie | Tsuburaya Eizo                             |
| Fortune Quest – Yonimo Shiawase na Bōkensha-tachi (4 Folgen)                                               | フォーチュン・クエスト 世にも幸せな冒険者たち                                                                                                   | 1993 als OVA          | J.C.Staff                                  |
| ↳ Fortune Quest L (26 Folgen)                                                                              | フォーチュンクエストL | 1997 als Fernsehserie | E.G. Films                                 |
| Fractale (11 Folgen)                                                                                       | フラクタル, Furakutaru | 2011 als Fernsehserie | A-1 Pictures                               |
| Frame Arms Girl (12 Folgen)                                                                                | フレームアームズ・ガール | 2017 als Fernsehserie | Studio A-Cat, Zexcs                        |
| Francesca (24 Folgen)                                                                                      | フランチェスカ, Furanchesuka | 2014 als Fernsehserie | Heart-Bit, Telecom Animation Film          |
| Frau Pfeffertopf (50 Folgen)                                                                               | スプーンおばさん, Spoon Oba-san | 1983 als Fernsehserie | Studio Pierrot                             |
| Free! (12 Folgen)                                                                                          | Free! | 2013 als Fernsehserie | Kyōto Animation, Animation Do              |
| ↳ Free! – Eternal Summer (13 Folgen)                                                                       | Free!-Eternal Summer- | 2014 als Fernsehserie | Kyōto Animation, Animation Do              |
| ↳ Free! – Take Your Marks                                                                                  | 特別版 Free!-Take Your Marks- | 2017 als Film         | Kyōto Animation, Animation Do              |
| ↳ Free! – Dive to the Future (12 Folgen)                                                                   | Free!-Dive to the Future- | 2018 als Fernsehserie | Kyōto Animation, Animation Do              |
| Freedom (7 Folgen)                                                                                         | | 2006 als OVA          | Sunrise                                    |
| Freezing (12 Folgen)                                                                                       | フリージング, Furījingu | 2011 als Fernsehserie | A.C.G.T                                    |
| ↳ Freezing Vibration (12 Folgen)                                                                           | フリージング ヴァイブレーション, Furījingu Vaiburēshon                                                                                          | 2013 als Fernsehserie | A.C.G.T                                    |
| Friends: Mononoke Shima no Naki                                                                            | friends -フレンズ- もののけ島のナキ | 2011 als Film         | Robot, Shirogumi Inc.                      |
| Frivole Unschuld (eine Folge)                                                                              | Front Innocent ~もうひとつのレディイノセント~, Front Innocent – Mō Hitotsu no Lady Innocent                                                     | 2004 als OVA          | EarthWork, Moon Rock                       |
| Eine fröhliche Familie (48 Folgen)                                                                         | 愛の若草物語, Ai no Wakakusa Monogatari | 1987 als Fernsehserie | Nippon Animation                           |
| Fruits Basket (26 Folgen)                                                                                  | フルーツバスケット, Furūtsu Basuketto | 2001 als Fernsehserie | Studio Deen                                |
| Fudanshi Kōkō Seikatsu (12 Folgen)                                                                         | 腐男子高校生活, The Highschool Life of a Fudanshi                                                                                               | 2016 als Fernsehserie | EMT²                                       |
| Fujiko F Fujio no SF Tanpen Theater (11 Folgen)                                                            | 藤子・Ｆ・不二雄のSukoshi Fushigi短編シアター                                                                                                   | 1990 als OVA          | Animation 21, Magic Bus, Studio Gallop     |
| Fujilog (26 Folgen)                                                                                        | フジログ | 2011 als Fernsehserie | uzupiyo guraphics                          |
| Fujimi Nichome Kokyo Gakudan (eine Folge)                                                                  | 富士見二丁目交響楽団 | 1998 als OVA          | Brain's Base                               |
| Fujun Isei Kōyū: Taisetsu na Kimi e (eine Folge)                                                           | 不純異性交遊 ~大切な君へ~ | 2002 als OVA          | Milky                                      |
| Fuku-chan                                                                                                  | フクちゃん |                       |                                            |
| ↳ Fuku-chan no Kishū                                                                                       | | 1941 als Kurzfilm     |                                            |
| ↳ Uwanosora Hakase                                                                                         | | 1944 als Kurzfilm     |                                            |
| ↳ Fuku-chan no Sensuikan                                                                                   | フクちゃんの潜水艦, Fuku-chan’s Submarine | 1944 als Kurzfilm     |                                            |
| ↳ Fuku-chan (71 Folgen)                                                                                    | フクちゃん | 1982 als Fernsehserie | Shin-Ei Animation                          |
| Fukubiki! Triangle – Miharu After (eine Folge)                                                             | ふくびき！トライアングル 〜美晴アフター〜 | 2010 als OVA          | PoRO                                       |
| Fukumenkei Noise (12 Folgen)                                                                               | 覆面系ノイズ, The Anonymous Noise | 2017 als Fernsehserie | Brain's Base                               |
| Fukusuke                                                                                                   | ふくすけ | 1957 als Kurzfilm     | Otogi                                      |
| Fukuyama Gekijō – Natsu no Himitsu (eine Folge)                                                            | ふくやま劇場 なつのひみつ, Fukuyama Treater: Summer Show                                                                                        | 1990 als OVA          | Yumex                                      |
| Fūjin Monogatari (13 Folgen)                                                                               | 風人物語, Windy Tales | 2004 als Fernsehserie | Production I.G                             |
| Fūka (12 Folgen)                                                                                           | 風夏 | 2017 als Fernsehserie | Diomedéa                                   |
| Full Dive: This Ultimate Next-Gen Full Dive RPG Is Even Shittier than Real Life! (12 Folgen)               | 究極進化したフルダイブRPGが現実よりもクソゲーだったら, Kyūkyoku Shinka shita Furu Daibu RPG ga Genjitsu yori mo Kusoge Dattara                  | 2021 als Fernsehserie | Studio ENGI                                |
| Fullmetal Alchemist                                                                                        | |                       |                                            |
| ↳ Fullmetal Alchemist (51 Folgen)                                                                          | 鋼の錬金術師, Hagane no Renkinjutsushi | 2003 als Fernsehserie | Bones                                      |
| ↳ Fullmetal Alchemist – Der Film: Der Eroberer von Shamballa                                               | 劇場版 鋼の錬金術師 シャンバラを征く者, Gekijōban Hagane no Renkinjutsushi – Shanbara o Yuku Mono                                               | 2005 als Film         | Bones                                      |
| ↳ Fullmetal Alchemist: Brotherhood (64 Folgen)                                                             | 鋼の錬金術師 FULLMETAL ALCHEMIST, Hagane no Renkinjutsushi FULLMETAL ALCHEMIST                                                                  | 2009 als Fernsehserie | Bones                                      |
| ↳ Fullmetal Alchemist: The Sacred Star of Milos                                                            | 鋼の錬金術師 嘆きの丘の聖なる星, Hagane no Renkinjutsushi: Mirosu no Seinaru Hoshi                                                              | 2011 als Film         | Bones                                      |
| Full Metal Panic!                                                                                          | |                       |                                            |
| ↳ Full Metal Panic! (24 Folgen)                                                                            | フルメタル・パニック! | 2002 als Fernsehserie | Gonzo Digimation                           |
| ↳ Full Metal Panic? Fumoffu (12 Folgen)                                                                    | フルメタル・パニック？ふもっふ | 2003 als Fernsehserie | Kyōto Animation                            |
| ↳ Full Metal Panic! The Second Raid (13 Folgen)                                                            | フルメタル パニック! The Second Raid | 2005 als Fernsehserie | Kyōto Animation                            |
| ↳ Full Metal Panic! The Second Raid Tokubetsu-hen OVA: Wari to Hima na Sentaichō no Ichinichi (eine Folge) | フルメタル・パニック! The Second Raid 特別版OVA わりとヒマな戦隊長の一日                                                                        | 2006 als OVA          | Kyōto Animation                            |
| ↳ Full Metal Panic! Invisible Victory (12 Folgen)                                                          | フルメタル・パニック! Invisible Victory | 2018 als Fernsehserie | Xebec                                      |
| Fullmoon wo Sagashite (52 Folgen)                                                                          | 満月をさがして, Furu Mūn o Sagashite | 2002 als Fernsehserie | Studio Deen                                |
| ↳ Full Moon o Sagashite: Kawaii Kawaii Daibōken (eine Folge)                                               | 満月をさがして かわいいかわいい大冒険 | 2002 als Special      | Studio Deen                                |
| Fuma no Kojirō: Yasha-hen (6 Folgen)                                                                       | 風魔の小次郎 夜叉篇 | 1989 als OVA          | MOVIC                                      |
| ↳ Fuma no Kojirō: Seiken Sensō-hen (6 Folgen)                                                              | 風魔の小次郎 聖剣戦争篇 | 1990 als OVA          | MOVIC                                      |
| ↳ Fuma no Kojirō: Fuma Hanran-hen (eine Folge)                                                             | 風魔の小次郎 風魔反乱篇 | 1992 als OVA          | MOVIC                                      |
| Fumoon | フウムーン, Fūmūn | 1980 als Film         | Tezuka Productions                         |
| Funassyi no Funafunafuna Biyori (130 Folgen)                                                               | ふなっしーのふなふなふな日和 | 2015 als Fernsehserie | Ashi Productions                           |
| Funny Pets (24 Folgen)                                                                                     | ファニーペッツ | 2006 als Fernsehserie |                                            |
| Furiten-kun                                                                                                | フリテンくん | 1981 als Film         | Knack Productions                          |
| ↳ Furiten-kun (2 Folgen)                                                                                   | フリテンくん | 1990 als OVA          | Knack Productions                          |
| Furueru Kuchibiru (2 Folgen)                                                                               | フルエルクチビル, Fuzzy Lips | 2014 als OVA          |                                            |
| Furusato Meguri Nippon no Mukashi Banashi (27 Folgen)                                                      | ふるさとめぐり 日本の昔ばなし | 2017 als Fernsehserie | Tomason                                    |
| Furusato Saisei: Nihon no Mukashi Banashi (258 Folgen)                                                     | ふるさと再生 日本の昔ばなし | 2012 als Fernsehserie | Tomason                                    |
| Fuse Teppō Musume no Torimonochō                                                                           | 伏 鉄砲娘の捕物帳 | 2012 als Film         | TMS Entertainment                          |
| Fūsen no Doratarō (13 Folgen)                                                                              | フーセンのドラ太郎, Dorataro the Balloon | 1981 als Fernsehserie | Nippon Animation                           |
| Fūsen Shōjo Temple-chan (26 Folgen)                                                                        | 風船少女テンプルちゃん | 1977 als Fernsehserie | Tatsunoko Production                       |
| Fushigi Mahō Fan Fan Pharmacy (48 Folgen)                                                                  | ふしぎ魔法 ファンファン・ファーマシィー, Mysterious Magic Fan Fan Pharmacy                                                                      | 1998 als Fernsehserie | Toei Animation                             |
| Fushigi na Koala Blinky (26 Folgen)                                                                        | ふしぎなコアラ ブリンキー, Blinky the Wonderful Koala                                                                                           | 1984 als Fernsehserie | Nippon Animation                           |
| Fushigi na Kuni no Majoko (3 Folgen)                                                                       | ふしぎな国のまじょ子 | 1990 als OVA          |                                            |
| Fushigi na Melmo (26 Folgen)                                                                               | ふしぎなメルモ, Fushigi na Merumo, Marvelous Melmo                                                                                              | 1971 als Fernsehserie | Mushi Production                           |
| Fushigi na Somera-chan (12 Folgen)                                                                         | 不思議なソメラちゃん, Magical Somera-chan | 2015 als Fernsehserie | Seven                                      |
| Fushigi Sekai Atagoul Monogatari                                                                           | 不思議世界 アタゴオル物語 | 2000 als Kurzfilm     | Digital Frontier                           |
| Fushigi Yuugi (52 Folgen)                                                                                  | ふしぎ遊戯, Fushigi Yūgi | 1995 als Fernsehserie | Studio Pierrot                             |
| ↳ Fushigi Yūgi Original Episode (3 Folgen)                                                                 | ふしぎ遊戯 オリジナルエピソード | 1996 als OVA          | Studio Pierrot                             |
| ↳ Fushigi Yūgi Dai-ni-bu (6 Folgen)                                                                        | ふしぎ遊戯 第二部 | 1997 als OVA          | Studio Pierrot                             |
| ↳ Fushigi Yuugi – The Mysterious Play (4 Folgen)                                                           | ふしぎ遊戯 永光伝, Fushigi Yūgi Eikoden | 2001 als OVA          | Studio Pierrot                             |
| Fushigiboshi no Futago Hime (103 Folgen)                                                                   | ふしぎ星の☆ふたご姫 | 2005 als Fernsehserie | Hal Film Maker                             |
| Fushigina Daiko                                                                                            | ふしぎな太鼓 | 1957 als Kurzfilm     | Dentsū Eigasha, Ningyō Eiga Sesakusho      |
| Fushigina Elevator                                                                                         | ふしぎなエレベーター | 1991 als Kurzfilm     | Nichiei Production                         |
| Futago no Haha Sei Honnō (2 Folgen)                                                                        | 双子ノ母性本能, Ménage à Twins | 2003 als OVA          | Milky                                      |
| Futago no Monchhichi (130 Folgen)                                                                          | ふたごのモンチッチ, Monchichi, the Twins | 1980 als Fernsehserie | Ashi Productions                           |
| Futakoi (13 Folgen)                                                                                        | 双恋 | 2004 als Fernsehserie | Telecom Animation Film                     |
| ↳ Futakoi Alternative (13 Folgen)                                                                          | フタコイ オルタナティブ | 2005 als Fernsehserie | Ufotable                                   |
| Futari Daka (32 Folgen)                                                                                    | ふたり鷹, Twin Hawks | 1984 als Fernsehserie | Kokusai Eigasha                            |
| Futari Ecchi (4 Folgen)                                                                                    | ふたりエッチ, Step Up Love Story | 2002 als OVA          | Chaos Project                              |
| ↳ Futari Ecchi (3 Folgen)                                                                                  | ふたりエッチ, Futari H – The One And Only Step Up Love Story                                                                                    | 2014 als OVA          | Production Reed                            |
| Futari Kurashi (36 Folgen)                                                                                 | ふたり暮らし | 1998 als Fernsehserie |                                            |
| Futari no Aniyome (2 Folgen)                                                                               | ふたりの兄嫁, Destined for Love | 2006 als OVA          | Milky, MS Pictures                         |
| Futari no Ōjisama (eine Folge)                                                                             | 二人の王子さま, The Two Princes | 1996 als OVA          | Toei Animation                             |
| Futatsu no Kurumi (eine Folge)                                                                             | ふたつの胡桃, Two Walnuts | 2007 als Special      | Shin-Ei Animation                          |
| Futatsu no Spica (20 Folgen)                                                                               | ふたつのスピカ, Twin Spica | 2003 als Fernsehserie | Group TAC                                  |
| Futsū no Joshi Kōsei ga Locodol Yattemita. (12 Folgen)                                                     | 普通の女子校生が【ろこどる】やってみた。, Futsū no Joshi Kōsei ga [Rokodoru] Yattemita., Locodol                                                | 2014 als Fernsehserie | feel.                                      |
| ↳ Futsū no Joshikōsei ga Locodol Yattemita (eine Folge)                                                    | 普通の女子校生が【ろこどる】やってみた | 2015 als OVA          |                                            |
| Future Card Buddyfight (64 Folgen)                                                                         | フューチャーカード バディファイト | 2014 als Fernsehserie | Oriental Light and Magic, Xebec            |
| ↳ Future Card Buddyfight 100 (50 Folgen)                                                                   | フューチャーカード バディファイト100 | 2015 als Fernsehserie | Oriental Light and Magic, Xebec            |
| ↳ Future Card Buddyfight Triple D (51 Folgen)                                                              | フューチャーカード バディファイトDDD | 2016 als Fernsehserie | Oriental Light and Magic, Xebec            |
| ↳ Future Card Buddyfight Battsu (24 Folgen)                                                                | フューチャーカード バディファイトX | 2017 als Fernsehserie | Oriental Light and Magic, Xebec            |
| Future War 198X Nen                                                                                        | FUTURE WAR 198X年, Future War Year 198X | 1982 als Film         | Toei Animation                             |
| Fūun Ishin Dai-Shōgun (12 Folgen)                                                                          | 風雲維新ダイ☆ショーグン | 2014 als Fernsehserie | J.C.Staff, A.C.G.T                         |
| Fuyu no Hi                                                                                                 | 冬の日, Winter Days | 2003 als Film         |                                            |
| Fuyu no Sonata (26 Folgen)                                                                                 | 冬のソナタ, Winter Sonata | 2009 als Fernsehserie | Key East, Studio Comet                     |